# Campionato africano femminile di pallavolo 2009
Il XIV campionato africano femminile di pallavolo si è svolto dal 3 all'8 ottobre 2009 a Blida, in Algeria. Al torneo hanno partecipato 6 squadre nazionali africane e la vittoria finale è andata per la prima volta all'Algeria.

## Squadre partecipanti
- Algeria
- Botswana
- Camerun
- Marocco
- Senegal
- Tunisia

## Podio

### Campione
Formazione: 1 Narimane Madani, 2 Oukazi Zohra, 3 Salima Hammouche, 4 Mouni Abderrahim, 5 Zohra Bensalem, 6 Safia Boukhima, 7 Tessadir Aissou, 8 Nawel Mansouri, 9 Lydia Oulmou, 10 Sehryne Hennaoui, 11 Faïza Tsabet, 12 Aicha Mezmat, CT: Mouloud Ikhedji

### Secondo posto
Formazione: 2 Nihel Ghoul, 4 Amani Kerkeni, 5 Zohra Rihani, 7 Hanen Ben Chaabene, 8 Kaouthar Jemali, 9 Khaoula Jouni, 10 Mserra Ben Halima, 11 Maissa Lingliz, 12 Faten Habachi, 13 Sonia Ben Youssef, 14 Khouloud Ghariani, 19 Mariem Ghariani, CT: -

## Classifica finale
| Classifica | Squadre  | Qualificazione |
| ---------- | -------- | -------------- |
|            | Algeria  |                |
|            | Tunisia  |                |
|            | Camerun  |                |
| 4          | Senegal  |                |
| 5          | Botswana |                |
| 6          | Marocco  |                |